# Rybożer brunatny
Rybożer brunatny (Icthyophaga humilis) – gatunek dużego ptaka drapieżnego z rodziny jastrzębiowatych (Accipitridae). Zamieszkuje Azję Południową i Południowo-Wschodnią.

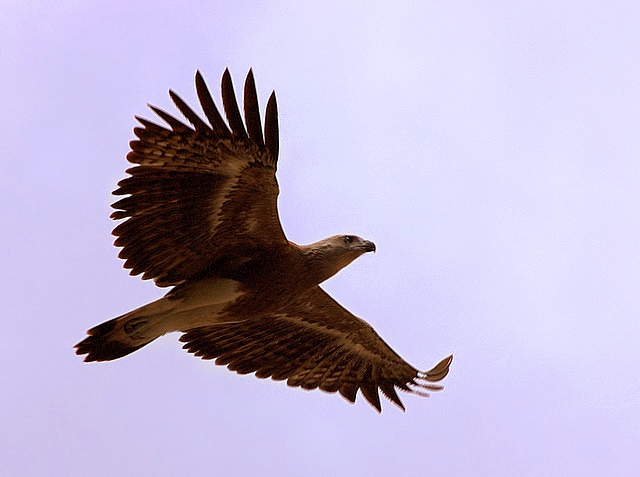
Rybożer brunatny w locie

## Systematyka
Dawniej często nazywany I. nana, lecz nazwa I. humilis ma pierwszeństwo. Niektórzy autorzy umieszczają ten gatunek w rodzaju Haliaeetus.
Wyróżniono dwa podgatunki I. humilis:
- I. humilis plumbeus – Himalaje do południowych Chin (w tym wyspa Hajnan, ale jest tam rzadki[6]) i północnych Indochin.
- I. humilis humilis – Półwysep Malajski, Borneo, Sumatra, Celebes, Wyspy Banggai, Buru (południowe Moluki).

## Ekologia i zachowanie
Zamieszkuje nadrzeczne lasy, okolice jezior i tereny podmokłe na nizinach i pogórzach do 2400 m n.p.m., ale zwykle poniżej 1000 m n.p.m.
Najczęściej przesiaduje na odsłoniętych martwych drzewach w pobliżu rzek lub na gałęziach pod koronami drzew nad zacienioną powierzchnią wody. Szybuje sporadycznie. Spotykany pojedynczo lub w parach.
Żywi się rybami, które chwyta z wody, skacząc z gałęzi lub czasami ze skały pośrodku strumienia.

## Status
Międzynarodowa Unia Ochrony Przyrody (IUCN) uznaje rybożera brunatnego za gatunek bliski zagrożenia (NT – near threatened) nieprzerwanie od 1994 roku. Wstępnie ocenia się, że liczebność światowej populacji mieści się w przedziale 10–50 tysięcy dorosłych osobników, jednak wymaga to dalszych badań. Trend liczebności populacji uznaje się za spadkowy. Do spadków liczebności tego gatunku przyczyniają się: utrata siedlisk leśnych wzdłuż rzek, zamulenie wód, nadmierne połowy i coraz większe zakłócanie przez człowieka dróg wodnych.